# Socjalistyczny Ruch Panetiopski
Socjalistyczny Ruch Panetiopski (MEISON) (amh. Mela Ethiopia Sosialist Neqenaqe) – lewicowa partia będąca przez pewien czas oparciem dla dyktatury wojskowej Mengystu Hajle Marjama w Etiopii pod koniec lat 70. XX wieku.

## Historia
Organizacja utworzona została w sierpniu 1968 roku przez radykalną grupę etiopskich studentów w Europie. Ruch popierał jedność terytorialną kraju i krytycznie odnosił się do separatystów działających w Erytrei. Z sympatią przyjął wojskowy zamach stanu z 1974 roku i pierwszy okres rządów Dergu. Socjalistyczny Ruch Panetiopski wraz z Partią Ludowo-Rewolucyjną Etiopii (EPRP) miał w zamyśle wojskowej junty stać się podwaliną przyszłej cywilnej partii pełniącej rządy w Etiopii. Pomysł upadł po tym, gdy na przełomie lat 1976-77 pomiędzy MEISON a EPRP wybuchł otwarty konflikt. Spór wywołany został w chwili, gdy EPRP wycofała swoje poparcie dla rządu. W wyniku rozłamu doszło do walk w stolicy kraju Addis Abebie, w których starły się ze sobą bojówki MEISON i EPRP. W ulicznej bitwie zginęły setki osób. Starcie zakończyło się porażką EPRP, którego członkowie wycofali się na prowincje, gdzie rozpoczęli tworzenie antyrządowej partyzantki. Socjalistyczny Ruch Panetiopski przejął wpływy rozbitej przez rząd EPRP. W trakcie wojny o Ogaden MEISON Socjalistyczny Ruch Panetiopski rozpoczął tworzenie własnej milicji. Dysponował ponadto własnymi stowarzyszeniami chłopskimi, a jego działania były niezależne od władz. Zaniepokojony rząd Mengystu Hajle Marjama, obawiając się zbytniego rozrostu partii, przystąpił do jej likwidacji. Akcja rozpoczęła się w sierpniu 1977 roku i spowodowała przejście działaczy MEISON do podziemia. W przeciągu roku większość przywódców oraz duża część członków ruchu padła ofiarą fizycznej eliminacji ze strony służb bezpieczeństwa. Ruch został formalnie zdelegalizowany w 1978 roku.